# Bleiken bei Oberdiessbach
Bleiken bei Oberdiessbach là một đô thị ở huyện Konolfingen ở bang Bern ở Thụy Sĩ. Đô thị này có diện tích 3,6 km², dân số năm 2005 là 394 người.
Đô thị này có cự ly 7 km về phía bắc thị xã Thun.